# 懐仁郡
懐仁郡（フェインぐん、회인군）は現在の韓国忠清北道報恩郡懐仁面・懐南面および清州市上党区の一部地域にあった郡。

## 歴史
もともとは百済の未谷県だったが、新羅の景徳王の時、昧谷に改めて燕山郡の領県とした。
高麗の初めに懐仁に改称して1018年（顕宗9年）に清州に属させ、1383年（禑王9年）に監務を置いた。1413年（太宗13年）に県監を置き、1895年（高宗32年）に郡に昇格され、1914年の行政区域改編の時、報恩郡に併合され懐北面となった。
ここの地形は俗離山から伸びた余脈が三面に包まれ、南に流れる末訖灘が錦江と合流する山間盆地をなした。
朝鮮時代には、清州・文義・懐徳などから俗離山の法住寺に行くとき、ここを通って報恩への道が発達した。昧谷山と虎岾山には昔の城があった。

## 1914年以降
| 府令第111号  |              |              |              |                                                                        |                                                                        |                                                                                        |
| 旧行政区画   | 旧行政区画   | 旧行政区画   | 新行政区画   | 新行政区画                                                             | 新行政区画                                                             | 新行政区画                                                                             |
| 懐仁郡邑内面 | 懐仁郡邑内面 | 懐仁郡邑内面 | 懐北面       | 건천리、고석리、눌곡리、용촌리、부수리、송평리、애곡리、죽암리、중앙리 | 건천리、고석리、눌곡리、용촌리、부수리、송평리、애곡리、죽암리、중앙리 | 건천리、고석리、눌곡리、용촌리、부수리、송평리、애곡리、죽암리、중앙리                 |
| 懐仁郡南面   | 懐仁郡西面   | 懐仁郡東面   | 懐北面       | 신대리                                                                 | 마구리、마동리、묘암리、용곡리                                         | 갈티리、법주리、세촌리、쌍암리、신궁리、신문리、염둔리、오동리、용수리、율산리、차정리 |
| 懐仁郡南面   | 懐仁郡西面   | 懐仁郡東面   | 懐南面       | 금곡리、분저리、용호리、사탄리、서탄리、송포리、신추리、조곡리、판장리 | 거교리、남대문리、신곡리、어성리、염티리                               | 노성리、은운리                                                                         |
| 懐仁郡江外面 | 懐仁郡江外面 | 懐仁郡江外面 | 懐南面       | 매산리、법수리、사음리、산수리                                         | 매산리、법수리、사음리、산수리                                         | 매산리、법수리、사음리、산수리                                                         |
| 懐仁郡北面   | 懐仁郡北面   | 懐仁郡北面   | 清州郡加徳面 | 계산리、수곡리、시동리                                                 | 계산리、수곡리、시동리                                                 | 계산리、수곡리、시동리                                                                 |